# Мікаела Даймонд
Мікаела Даймонд — американська акторка та співачка. Дебютувала на Бродвеї у ролі Бейб у мюзиклі The Cher Show (2018–2019). Зіграла роль Люсіль Франк у визнаній критиками бродвейській постановці мюзиклу Parade, за який у 2023 році була номінована на премію «Тоні» за найкращу жіночу роль у мюзиклі та на премію «Греммі» за найкращий музичний театральний альбом.

## Ранні роки та освіта
Народилася в місті Маргейт, штат Нью-Джерсі, в єврейській родині. В 11-річному віці переїхала до Нью-Йорка разом зі своєю матір'ю, Карен Даймонд, щоб стати акторкою. Там Даймонд відвідувала Fiorello H. LaGuardia High School.
У 2017 році була обрана на програму музичного театру в Університеті Карнегі-Меллона. Під час шкільної постановки «Джипсі», в якій вона грала Луїзу. Агент побачив її гру та підписав з нею контракт. Вона зіграла Бейб, наймолодшу версію Шер у «The Cher Show», отримавши цю роль за три дні до того, як перевестися до Карнегі-Меллон на перший курс.

## Кар'єра
Мікаела Даймонд дебютувала на професійному рівні в телевізійній версії рок-опери Ісус Христос — суперзірка на NBC як запрошена учасниця ансамблю. Також була дублеркою ролі Марії Магдалини яку зіграла Сара Барелліс.
Разом із Джарродом Спектором, Тілою Вікс та Стефані Дж. Блок, брала участь у записі альбому м'юзиклу «The Cher Show». 9 червня 2019 року Даймонд стала лауреаткою Theatre World Awards 2019 за роль Бейб у «The Cher Show».
У 2019 році виконала ролі Лінді та Дороті у світовій прем'єрі п'єси Ітана Коена «П'єса — це поема». Подія відбулася у Лос-Анджелесі на форумі Марка Тейпера. Постановка йшла з 11 вересня по 13 жовтня 2019 року, а її покази поза Бродвеєм мали розпочатися 14 травня 2020 року на сцені Atlantic Stage 2 театральної компанії Atlantic Theater Companyу Нью-Йорку, але їх було перенесено через пандемію COVID-19.
У світовій прем'єрі постановки «Row» на Williamstown Theatre Festivalвиконала ролі молодої Торі та Амелії. Прем'єра відбулася 17 липня 2021 року.
17 травня 2022 року було оголошено, що Даймонд зіграє Люсіль Франк у парі з Беном Платтом у ролі Лео Франка на гала-презентації вистави «Парад» у New York City Center. Після їхнього аншлагу, 10 січня 2023 року було оголошено про обмежену кількість показів вистави на Бродвеї. Попередні покази розпочалися 21 лютого 2023 року, а стартувало 16 березня 2023 року в Bernard B. Jacobs Theatre та завершилася 6 серпня 2023 року. Високий попит на квитки в перший день продажу призвів до тимчасового збою сайту квитків Telecharge, що призвело до повідомлень про помилки та годинних черг.
2023 року у позабродвейській світовій прем'єрі останнього мюзиклу Стівена Сондгайма «А Ось і ми», екранізації двох фільмів Луїса Бунюеля, Даймонд зіграла роль Фріц, таємної революціонерки.
13 серпня 2024 року її було оголошено однією із акторок серіалу Гротескність, продюсером якого став Раян Мерфі.

## Ролі у театрі
| Роки    | Назва                          | Роль               | Театр                      | Режисер      | Посилання     |
| ------- | ------------------------------ | ------------------ | -------------------------- | ------------ | ------------- |
| 2018    | The Cher Show                  | Бейб               | Oriental Theatre           | Джейсон Мур  | [ 19 ]        |
| 2018    | Parade (workshop)              | Люсілль Франк      | Roundabout Theatre Company | Майкл Арден  | [ 14 ]        |
| 2018–19 | The Cher Show                  | Бейб               | Neil Simon Theatre         | Джейсон Мур  | [ 20 ] [ 20 ] |
| 2019    | Dogfight (anniversary concert) | Роуз               | Second Stage Theatre       | Джина Реттан | [ 21 ]        |
| 2019    | A Play Is A Poem               | Лінді/Дороті       | Mark Taper Forum           | Ніл Пепі     | [ 22 ]        |
| 2020    | Disenchanted (live stream)     |                    | Art Lab Productions        | Меґ Фофонофф | [ 23 ] [ 24 ] |
| 2021    | Row                            | молода Торі/Амелія | Clark Art Institute        | Тайн Рафаелі | [ 25 ]        |
| 2022    | Parade                         | Люсіль Франк       | New York City Center       | Майкл Арден  | [ 13 ]        |
| 2023    | Parade                         | Люсіль Франк       | Bernard B. Jacobs Theatre  | Майкл Арден  | [ 26 ]        |
| 2023–24 | Here We Are                    | Fritz              | The Shed                   | Джо Мантелло | [ 27 ]        |

• Бродвейські постановки виділено жирним шрифтом

## Фільмографія

### Фільми
| Рік            | Назва                     | Роль                | Посилання |
| -------------- | ------------------------- | ------------------- | --------- |
| 2014 рік       | Дисбаланс                 | Провідна танцівниця | [ 28 ]    |
| 2021 рік       | Тік, тік... Бум!          | Пеґґі               |           |
| буде оголошено | Our Bodies & Other Shames | буде оголошено      | [ 29 ]    |

### Телебачення
| Рік         | Назва                                  | Роль                                     | Нотатки                 | Посилання     |
| ----------- | -------------------------------------- | ---------------------------------------- | ----------------------- | ------------- |
| 2018 рік    | Ісус Христос - суперзірка, концерт     | Ансамбль (дублерка ролі Марії Магдалени) | Телевізійний спецвипуск | [ 30 ]        |
| 2019 рік    | The Tonight Show Starring Jimmy Fallon | Грає себе                                | Епізод: «Шер»           | [ 31 ]        |
| 2019 рік    | 73-тя церемонія вручення премії «Тоні» | Перформер                                | Телевізійний спецвипуск | [ 32 ] [ 33 ] |
| 2019–23 рр. | Сьогодні                               | Музичний гість                           | 3 епізоди               | [ 34 ] [ 35 ] |
| 2022 рік    | Позолочений вік                        | Продавець-консультант                    | Епізод: «Довга драбина» |               |
| 2023 рік    | Тут, нагорі                            | Дівчина з Антро                          | 2 епізоди               |               |
| 2024–25 рр. | Елсбет                                 | Детектив Едвардс                         | 6 епізодів              |               |
| 2024 рік    | Гротескність                           | Меґан Дюваль                             | 10 епізодів             |               |

## Нагороди та номінації
| Рік  | Нагорода                                 | Категорія                                         | Робота        | Результат | Посилання     |
| ---- | ---------------------------------------- | ------------------------------------------------- | ------------- | --------- | ------------- |
| 2019 | Theatre World Award                      | Найкращий дебют                                   | The Cher Show | Перемога  | [ 36 ]        |
| 2020 | BroadwayWorld Theatre Fans' Choice Award | Найкращий проривний виступ десятиліття на Бродвеї | The Cher Show | Номінація | [ 37 ] [ 38 ] |
| 2023 | Премія «Тоні»                            | Найкраща виконавиця ролі в мюзиклі                | Parade        | Номінація |               |
| 2023 | Drama Desk Award                         | Найкраща акторська гра головної ролі в мюзиклі    | Parade        | Номінація |               |
| 2023 | Drama League Award                       | Видатна акторська гра                             | Parade        | Номінація |               |
| 2023 | Outer Critics Circle Award               | Найкраща акторська гра головної ролі в мюзиклі    | Parade        | Номінація |               |
| 2024 | Grammy Awards                            | Найкращий театральний музичний альбом             | Parade        | Номінація |               |

## Зовнішні посилання
- Мікаела Даймонд на сайті IMDb (англ.)
- Мікаела Даймонд на сайті Internet Broadway Database (англ.)